# Zuzwil (Sankt Gallen)
Zuzwil is een gemeente en plaats in het Zwitserse kanton Sankt Gallen, en maakt deel uit van het district Wil.
Zuzwil telt 4313 inwoners.